# Хулымаманты-Ёган
Хулымаманты-Ёган (также Сесыхобаёль, или Сесы-Хоба-Ель) — река в Приуральском районе Ямало-Ненецкого АО. Устье реки находится на 103-м км левого берега реки Сухой Полуй. Длина реки составляет 19 км.

## Данные водного реестра
По данным государственного водного реестра России относится к Нижнеобскому бассейновому округу, водохозяйственный участок реки — Обь от впадения реки Северная Сосьва до города Салехард, речной подбассейн реки — бассейны притоков Оби ниже впадения Северной Сосьвы. Речной бассейн реки — (Нижняя) Обь от впадения Иртыша.